# Akcij
Akcij (lat. Actium), danas Punta, je rt i antičko naselje na sjeveru grčke pokrajine Akarnanije, na ulazu u Ambracijski zaljev.
Naselje na rtu osnovali su doseljenici iz Korinta. U 3. stoljeću pr. Kr. osvojili su ga Akarnanjani. U povijesti je Akcij poznat po odlučujućoj pomorskoj bitki kod Akcija, 31. pr. Kr., između Marka Antonija i Oktavijana za vlast nad Rimskim Carstvom.
Nakon što je postao car, Oktavijan je povećao drevni hram Apolona Akcijskog na rtu, te je uspostavio petogodišnje igre (Actia ili Ludi Actiaci). Postojala je i Actiaca Aera, računanje vremena od bitke kod Akcija. 